# أم رضمة (الدوادمي)
أم رضمة، هي قرية من فئة (أ) تقع في محافظة الدوادمي، والتابعة لمنطقة الرياض في السعودية. وتبعد أم رضمة عن محافظة الدوادمي بمسافة تقارب () كم.